# 九龍巴士45A線
九龍巴士45A線是香港一條已停駛的新界區巴士路線。

## 歷史
- 1976年5月16日：路線投入服務，來往荃灣碼頭至荔景，以配合荔景山地區發展。
- 1978年3月6日：延長為荃灣碼頭至麗瑤。
- 1980年2月3日：路線取消服務，並由現已取消的46A線取替。

## 行車資料

### 行車路線
- 荃灣碼頭開途經：麗祖路，聯接街，荔景山路，瑪嘉烈醫院，葵涌道，青山公路葵涌段，德士古道，沙咀道，大河道，圓墩圍

- 麗瑤開途經：大河道，沙咀道，德士古道，昌榮路，青山公路葵涌段，葵涌道，荔景山路，聯接街，麗祖路